# Ascalohybris malaccensis
Ascalohybris malaccensis is een insect uit de familie van de vlinderhaften (Ascalaphidae), die tot de orde netvleugeligen (Neuroptera) behoort. 
Ascalohybris malaccensis is voor het eerst wetenschappelijk beschreven door Van der Weele in 1909.